# Llista de monuments de Boadella i les Escaules
Llista de monuments de Boadella i les Escaules inclosos en l'Inventari del Patrimoni Arquitectònic Català per al municipi de Boadella i les Escaules (Alt Empordà). Inclou els inscrits en el Registre de Béns Culturals d'Interès Nacional (BCIN) amb la classificació de monuments històrics i els Béns Culturals d'Interès Local (BCIL) de caràcter arquitectònic.
| Monument                                                                                  | Protecció   | Estil/època                        | Localització                                                                                           | Coordenades                                          | Codi?         | Imatge |
| ----------------------------------------------------------------------------------------- | ----------- | ---------------------------------- | --- | ---------------------------------------------------- | ------------- | --- |
| Castell palau de Boadella                                                                 | BCIN 554-MH | Gòtic, obra popular XIV            | Boadella i les Escaules Pl. Constitució, 1                                                             | 42° 19′ 48″ N, 2° 51′ 22″ E / 42.329884°N,2.856021°E | RI-51-0005815 | Castell palau de Boadella (Boadella i les Escaules) · Vegeu més fotos d'aquest monument · Carregueu una nova foto d'aquest monument          |
| Castell de les Escaules, o baluard del castell de Llers                                   | BCIN 555-MH | Obra popular XIV                   | Boadella i les Escaules Al sud-oest del nucli urbà de les Escaules                                     | 42° 19′ 08″ N, 2° 52′ 50″ E / 42.31892°N,2.880692°E  | RI-51-0005816 | Castell de les Escaules (Boadella i les Escaules) · Vegeu més fotos d'aquest monument · Carregueu una nova foto d'aquest monument            |
| Boadella d'Empordà                                                                        |             | Obra popular Medieval, XVI         | Boadella i les Escaules C. Processó, C. Porta, C. Ginebre, C. Nou, C. Amunt, C. de l'Oli, C. Figueres. | 42° 19′ 48″ N, 2° 51′ 22″ E / 42.329965°N,2.856215°E | IPA-17896     | Boadella d'Empordà (Boadella i les Escaules) · Modifica el valor a Wikidata · Carregueu una nova foto d'aquest monument                      |
| Església de Santa Cecília                                                                 |             | Obra popular XVI, XIX Inici        | Boadella i les Escaules Pl. de l'Església, 1                                                           | 42° 19′ 47″ N, 2° 51′ 23″ E / 42.329798°N,2.856318°E | IPA-17897     | Església de Santa Cecília (Boadella i les Escaules) · Vegeu més fotos d'aquest monument · Carregueu una nova foto d'aquest monument          |
| Església de Sant Martí                                                                    |             | Obra popular, Barroc XVIII Final   | Boadella i les Escaules C. Processó, 2, les Escaules                                                   | 42° 19′ 14″ N, 2° 52′ 57″ E / 42.320565°N,2.882541°E | IPA-17899     | Església de Sant Martí (Boadella i les Escaules) · Vegeu més fotos d'aquest monument · Carregueu una nova foto d'aquest monument             |
| Pont de les Escaules                                                                      |             | Obra popular XX Inici              | Boadella i les Escaules Ctra. GIV-5042 de Boadella a les Escaules                                      | 42° 19′ 17″ N, 2° 53′ 00″ E / 42.321520°N,2.883267°E | IPA-20468     | Pont de les Escaules (Boadella i les Escaules) · Vegeu més fotos d'aquest monument · Carregueu una nova foto d'aquest monument               |
| Molí de Baix                                                                              |             | Obra popular XIX                   | Boadella i les Escaules C. Figueres, 2, les Escaules                                                   | 42° 19′ 15″ N, 2° 52′ 59″ E / 42.320912°N,2.883086°E | IPA-38709     | Carregueu una nova foto d'aquest monument |
| Portal del carrer d'Amunt                                                                 |             | Obra popular XIV                   | Boadella i les Escaules C. d'Amunt, les Escaules                                                       | 42° 19′ 12″ N, 2° 52′ 56″ E / 42.319997°N,2.882347°E | IPA-38754     | Portal del carrer d'Amunt (Boadella i les Escaules) · Vegeu més fotos d'aquest monument · Carregueu una nova foto d'aquest monument          |
| Travessia del carrer de l'Oli                                                             |             | Obra popular XIV, XVII             | Boadella i les Escaules C. de l'Oli - c. Figueres, les Escaules                                        | 42° 19′ 14″ N, 2° 52′ 52″ E / 42.320663°N,2.881133°E | IPA-38755     | Travessia del carrer de l'Oli (Boadella i les Escaules) · Vegeu més fotos d'aquest monument · Carregueu una nova foto d'aquest monument      |
| Les Escoles, o CEIP Santa Cecília                                                         |             | Obra popular XX Inici              | Boadella i les Escaules C. Nou, 1                                                                      | 42° 19′ 52″ N, 2° 51′ 26″ E / 42.331078°N,2.857110°E | IPA-39068     | Les Escoles (Boadella i les Escaules) · Vegeu més fotos d'aquest monument · Carregueu una nova foto d'aquest monument                        |
| Societat la Caritat                                                                       |             | Obra popular XX Inici              | Boadella i les Escaules C. Ginebre, 1                                                                  | 42° 19′ 45″ N, 2° 51′ 24″ E / 42.329182°N,2.856696°E | IPA-39069     | Societat la Caritat (Boadella i les Escaules) · Vegeu més fotos d'aquest monument · Carregueu una nova foto d'aquest monument                |
| Central del Pilans de Cal Manso, o Central dels Pilans de Boadella                        |             | Obra popular XX Inici              | Boadella i les Escaules Ctra. del Pantà de Boadella, a 2 km al nord-oest del nucli urbà                | 42° 20′ 38″ N, 2° 50′ 31″ E / 42.343928°N,2.841943°E | IPA-39070     | Carregueu una nova foto d'aquest monument |
| Molí de les Puces                                                                         |             | Obra popular X                     | Boadella i les Escaules A 1 km al nord-oest del veïnat de les Escaules                                 | 42° 19′ 25″ N, 2° 52′ 26″ E / 42.323571°N,2.873864°E | IPA-39071     | Carregueu una nova foto d'aquest monument |
| Fàbrica de ciment de Can Pagès                                                            |             | Obra popular XX Inici              | Boadella i les Escaules Paratge dels boscos d'en Salelles i les Erugues, les Escaules                  | 42° 18′ 47″ N, 2° 53′ 38″ E / 42.312999°N,2.893856°E | IPA-39072     | Carregueu una nova foto d'aquest monument |
| Casa al carrer de la Processó, 4                                                          |             | Obra popular XVIII, XIX Mitjan     | Boadella i les Escaules C. de la Processó, 4                                                           | 42° 19′ 49″ N, 2° 51′ 23″ E / 42.330266°N,2.856402°E | IPA-39087     | Casa al carrer de la Processó, 4 (Boadella i les Escaules) · Vegeu més fotos d'aquest monument · Carregueu una nova foto d'aquest monument   |
| Casa al carrer de la Processó, 14                                                         |             | Obra popular XVII                  | Boadella i les Escaules C. de la Processó, 14                                                          | 42° 19′ 49″ N, 2° 51′ 21″ E / 42.330194°N,2.855838°E | IPA-39088     | Casa al carrer de la Processó, 14 (Boadella i les Escaules) · Vegeu més fotos d'aquest monument · Carregueu una nova foto d'aquest monument  |
| La central vella del Mas Forniol                                                          |             | Obra popular XVIII, XX Inici       | Boadella i les Escaules A ponent de l'actual mas de Can Perxers                                        | 42° 20′ 14″ N, 2° 51′ 18″ E / 42.337244°N,2.854954°E | IPA-39089     | Carregueu una nova foto d'aquest monument |
| Can Bartolí                                                                               |             | Obra popular XVIII, XX Inici       | Boadella i les Escaules Al nord-oest del nucli urbà, riba sud de la Muga                               | 42° 20′ 11″ N, 2° 50′ 56″ E / 42.336449°N,2.848941°E | IPA-39157     | Carregueu una nova foto d'aquest monument |
| Comporta i canal del Colze de la Muga                                                     |             | Obra popular XIX Final             | Boadella i les Escaules Paratge del Colze de la Muga                                                   | 42° 19′ 27″ N, 2° 52′ 14″ E / 42.324096°N,2.870458°E | IPA-39196     | Carregueu una nova foto d'aquest monument |
| Cal Gavatx                                                                                |             | Obra popular XVIII Final           | Boadella i les Escaules C. Sant Gaietà, 5                                                              | 42° 19′ 49″ N, 2° 51′ 24″ E / 42.330249°N,2.856584°E | IPA-39235     | Carregueu una nova foto d'aquest monument |
| Carrer empedrat, o nucli antic, empedrat de Rierencs                                      |             | Obra popular XVIII                 | Boadella i les Escaules Passatge de l'Església                                                         | 42° 19′ 49″ N, 2° 51′ 23″ E / 42.330145°N,2.856360°E | IPA-39236     | Carregueu una nova foto d'aquest monument |
| Can Serra, o Casa Rotllan, can Quel Serra de la Plaça                                     |             | Obra popular XVI                   | Boadella i les Escaules C. del Portal, 5                                                               | 42° 19′ 47″ N, 2° 51′ 23″ E / 42.329857°N,2.856446°E | IPA-39237     | Can Serra (Boadella i les Escaules) · Vegeu més fotos d'aquest monument · Carregueu una nova foto d'aquest monument                          |
| Molí d'en Grida, o Molí d'en Miquel                                                       |             | Obra popular XIX Final             | Boadella i les Escaules Al nord-oest del nucli urbà de les Escaules                                    | 42° 19′ 23″ N, 2° 52′ 28″ E / 42.323099°N,2.874574°E | IPA-39238     | Molí d'en Grida (Boadella i les Escaules) · Vegeu més fotos d'aquest monument · Carregueu una nova foto d'aquest monument                    |
| Molí de Can Borràs                                                                        |             | Obra popular XVIII                 | Boadella i les Escaules Al sud-est del nucli urbà de les Escaules                                      | 42° 18′ 55″ N, 2° 53′ 01″ E / 42.315329°N,2.883746°E | IPA-39239     | Carregueu una nova foto d'aquest monument |
| Molí d'en Miró, o Can Salellas                                                            |             | Obra popular XIX                   | Boadella i les Escaules A llevant del nucli urbà de les Escaules, al peu de la GIV-5041                | 42° 19′ 03″ N, 2° 53′ 49″ E / 42.317485°N,2.896872°E | IPA-39251     | Carregueu una nova foto d'aquest monument |
| Pont del carrer d'Amunt                                                                   |             | Obra popular XX                    | Boadella i les Escaules C. d'Amunt, les Escaules                                                       | 42° 19′ 14″ N, 2° 52′ 47″ E / 42.320625°N,2.879810°E | IPA-39252     | Carregueu una nova foto d'aquest monument |
| Restes del monestir de les Escaules, antic monestir de Sant Martí                         |             | Romànic X                          | Boadella i les Escaules C. d'Amunt, les Escaules                                                       | 42° 19′ 14″ N, 2° 52′ 52″ E / 42.320559°N,2.881224°E | IPA-39253     | Carregueu una nova foto d'aquest monument |
| Molí del Castell, o Molí d'en Marcé, central hidroelèctrica del Molí, la central del Molí |             | Obra popular XVIII Final, XX Inici | Boadella i les Escaules Al sud-est del nucli urbà, pel camí del Puig Penjat                            | 42° 19′ 41″ N, 2° 51′ 45″ E / 42.328032°N,2.862616°E | IPA-39254     | Carregueu una nova foto d'aquest monument |
| Antigues escoles, Dispensari                                                              |             | Obra popular XX Inici              | Boadella i les Escaules C. Figueres, 9, les Escaules                                                   | 42° 19′ 11″ N, 2° 52′ 58″ E / 42.319728°N,2.882748°E | IPA-39255     | Carregueu una nova foto d'aquest monument |
| Societat Unió Escaulenca, o Societat de Socors Mutus La Concòrdia de les Escaules         |             | Obra popular XX Mitjan             | Boadella i les Escaules C. de l'Oli, 7, les Escaules                                                   | 42° 19′ 13″ N, 2° 52′ 54″ E / 42.320357°N,2.881673°E | IPA-39256     | Carregueu una nova foto d'aquest monument |
| Restes de les muralles de Boadella                                                        |             | Obra popular XIV                   | Boadella i les Escaules Davant l'església de Santa Cecília                                             | 42° 19′ 47″ N, 2° 51′ 22″ E / 42.329739°N,2.856058°E | IPA-39281     | Restes de les muralles de Boadella (Boadella i les Escaules) · Vegeu més fotos d'aquest monument · Carregueu una nova foto d'aquest monument |
| Pou de glaç de la Caula                                                                   |             | Obra popular XVIII                 | Boadella i les Escaules Molt a prop i a llevant del salt de Caula, les Escaules                        | 42° 19′ 05″ N, 2° 53′ 12″ E / 42.318156°N,2.886792°E | IPA-39445     | Carregueu una nova foto d'aquest monument |